# Емеринген
Емеринген (њем. Emeringen) општина је у њемачкој савезној држави Баден-Виртемберг. Једно је од 55 општинских средишта округа Алб-Донау-Крајс. Према процјени из 2010. у општини је живјело 132 становника. Посједује регионалну шифру (AGS) 8425035.

## Географски и демографски подаци
Емеринген се налази у савезној држави Баден-Виртемберг у округу Алб-Донау-Крајс. Општина се налази на надморској висини од 579 метара. Површина општине износи 7,5 km². У самом мјесту је, према процјени из 2010. године, живјело 132 становника. Просјечна густина становништва износи 18 становника/km².

## Међународна сарадња
| Мјесто       | Држава   | Врста сарадње | Од    |
| ------------ | -------- | ------------- | ----- |
| Маријакеменд | Мађарска | партнерство   | 2000. |
| Пехларн      | Аустрија | партнерство   | 1996. |
| Извор        |          |               |       |